# SOX6
SOX6‏ (SRY-box 6) هوَ بروتين يُشَفر بواسطة جين SOX6 في الإنسان.